# リチャード・マイヤ
リチャード・マイヤ (Richard Myer) は、SNK（SNKプレイモア）の対戦型格闘ゲーム『餓狼伝説』シリーズおよび『KOF MAXIMUM IMPACT』シリーズに登場する架空の人物。

## キャラクター設定
初代『餓狼伝説』で初登場したカポエラの達人で、サウスタウンに本店を置く、格闘家達の集う場所として有名な飲食店「パオパオカフェ」のオーナー兼マスターでもある。サウスタウンがギース・ハワードに支配されていた時に、故郷のブラジルから妻と共に渡米して来た。
莫大な金が動く格闘技大会「キング・オブ・ファイターズ」が定期的に開催される事で、サウスタウンには頻繁に格闘家達が訪れる様になった為、格闘技イベント用のリングを常設した飲食店として、「パオパオカフェ」の記念すべき1号店をオープンし、自らもまたカポエラの存在を多くに知らしめるべく、夜な夜な行われるカフェ内での格闘技イベントに参戦しては、自らのカポエラによる格闘を披露していた。
この結果、パオパオカフェは「サウスタウンにおける格闘家達の憩いの場」となっていき、格闘技ファンやマニア達からも人気が高まり、経営は大成功を収める事となった。客の多さから後にサウスタウンに2号店や3号店を増設した。『餓狼伝説2』の招待状が届いた時は、ヴォルフガング・クラウザーもパオパオカフェに顔を出している。更に『ザ・キング・オブ・ファイターズ』（以下『KOF』と表記）シリーズでは『KOF'94』のメキシコ支店（龍虎チームのステージ）の存在が明らかになっている。リチャード自身も格闘技の年季があるのを生かして、若き格闘家達にとっての良きアドバイザーとなっていった。
『餓狼伝説』ではカポエラの存在をより多くの者達に見せるべく「キング・オブ・ファイターズ」に参戦し、テリー・ボガードに敗れてからは、彼とはよき友人関係にもなっている。だが、次第に飲食代によるツケが貯まっているようで、『KOF XII』ではテリーもツケの貯まり過ぎが原因で行き辛くなっている事を漏らしており、リチャードもまたダック・キングに頼んでテリーを自らのいる1号店に連れてこさせようとしていた。
『餓狼伝説』で序盤戦の敵キャラクターとして登場したものの、『餓狼伝説2』以降のシリーズでは他キャラクターのエンディング等でサブキャラクターとしてのみ登場している。『餓狼伝説3』では、新開店したパオパオカフェ2号店の店長にブラジルにてストリート・ファイトをしていたボブ・ウィルソンをスカウトしており、彼の才能を見込んで様々なカポエラの技術を叩き込んだ。この経緯からボブの登場デモにも姿を見せている。
『KOF』シリーズでも背景カメオ登場をしたり、『餓狼伝説』のメインキャラクターが関係するストーリーにて会話に絡むのみだったが、『KOF MAXIMUM IMPACT2』では遂に正式にプレイヤーキャラクターとしての参戦を果たすことになった。この時、テリーとの掛け合いではツケの支払いを請求している。またソワレ・メイラとの対戦前の掛け合いでは、ソワレから伝説のカポエラ使いとして敬愛されている。
一方、『KOF』シリーズでは店が被害を受ける事もしばしばで、特に不知火舞の無責任な発言が原因で、女性格闘家同士が暴れ回って店を壊されたり、勝手に店側の奢りにされて赤字に涙する等、酷い目にあっている。また、『KOF XI』の餓狼チームのエンディングでは、泥酔したキム・カッファンに閉店後も居座られてボブと共に迷惑がっていた。

## ゲーム上の特徴
デビュー作の『餓狼伝説』ではダック・キング、マイケル・マックス、タン・フー・ルーとともに一人目の対戦相手に指名できる序盤戦のCPU専用キャラクターとして登場する。カポエラ使いなのでキック攻撃しか使わないが、逆立ち状態になると投げ技が通用しなかったり、登場ステージ（パオパオカフェ1号店の内部）の天井のパイプに捕まってキックを繰り出す変則的な攻撃を仕掛ける。業務用やネオジオ版などでは使用不可だが、スーパーファミコン版（以下SFC版と表記）とメガドライブ版（以下MD版と表記）のみ対戦モードで使用可能になっている。また、MD版のほうがSFC版に比べると技の種類がネオジオ版に近くなっている。

## 技の解説
特に説明の無い技は『KOF MAXIMUM IMPACT』シリーズで使用する技である。

### 通常投げ
デップアップスロー
MD版『餓狼伝説』の通常投げ。片足で相手をひっかけて放り投げる。
ライジングサン
相手に膝蹴りを仕掛けた後、側転蹴りを喰らわせる。
ブレイブトルネード
両足で相手の頭を挟み、後方に投げ飛ばす。

### 特殊技
ドラゴンフライ
構え変更技。「フリッパービート」後は、自動的にこれになる。
ラッシュホーン
倒立踏み込みのあと、両足で踵落としをあびせる。

### 必殺技
逆立ち（正式名称不明）
業務用やネオジオ版『餓狼伝説』のCPUが使用。逆立ち状態になり、専用の攻撃やライン移動、ジャンプが行える。この状態のリチャードには投げが通用しない。
SFC版とMD版では構えとしては再現されず、以下のように逆立ちからの攻撃が一連の動作として独立した必殺技になっている。
ローリング・ファング
SFC版『餓狼伝説』の対戦モードのみ使用。逆立ちしながらの回転キック。
ハンズスタンド・キック
MD版『餓狼伝説』の技。逆立ちして連続キックを繰り出す。
スパイダー・キック
『餓狼伝説』の技。パオパオカフェの天井の棒につかまって、キックを繰り出す。業務用やSFC版などではCPU専用の技だが、MD版のみパオパオカフェステージ限定でプレイヤーも使用可能。
パトリオット・ローリング・アタック
『餓狼伝説』で使用する空中回転キック。MD版では地上から繰り出す必殺技扱いになっている。SFC版では同様の技を空中で通常技として使用可能だが、MD版より速度が遅い。
ワイルド・ホーン
SFC版『餓狼伝説』の対戦モードのみ使用。業務用の逆立ち状態からの専用蹴り技と同じフォームで上空に飛んで蹴りをいれる。
ビートル・リング
SFC版『餓狼伝説』の対戦モードのみ使用。脚で相手の頭部を締め上げるコマンド投げ。
ワイルドファング
側転して、回転キックを繰り出す。
ローリング・トマホーク
キム・カッファンの「飛燕斬」に似た蹴り技。強で出すと、追加技を出せる。
スパローイーグル
中段ドロップキック。「ローリング・トマホーク」の追加技。
スカッドウルフ
下段の連続足払い。「ローリング・トマホーク」の追加技。
パオパオシャワー
前方に飛び込んで、体当たりをする。強で出すと、体当たりの後に蹴りが追加される。
エアロバタフライ
相手の体を駆け上がり、キックを入れる。
ホークファング
回転踵落としから、相手を踏みつける技。
ガゼルダンス
『REGURATION "A"』で使用。踏み込み踵落とし。技中にボタンを押すと追加攻撃が出る。
フリッパービート
『REGURATION "A"』で使用。逆立ちして、連続キックを出す。この技を出した後は「ドラゴンフライ」に移行する。

### 超必殺技
ローリングアルマジロ
レベル1の技。「ワイルドファング」と「ローリングトマホーク」の連続攻撃。
ヴァイオレントエレファント
レベル2の技。宙返りで踵落としを出した後、連続キックを繰り出し、相手を踏みつける乱舞技。
ワイルドダンス
レベル3の技。目押しタイプの乱舞技。『KOF MIA』での台詞はアンヘルからのセルフパロディ。

## その他
初代『餓狼伝説』ではリチャードは敵キャラクターとして登場するのみならず、ダックの登場ステージ（ウエスト・サブウェイ）に背景カメオ登場している。なお、MD版のダックのステージにはリチャードの代わりにホア・ジャイが登場する。
『餓狼伝説SPECIAL』の企画中はダックとリチャードのどちらを出すかでスタッフを悩ませていた。最終的にユーザーからの評価が高いダックの方が使用キャラクターに選ばれ、リチャードはテリーのエンディングにカメオ登場するだけになった。

## 担当声優
- コング桑田（『KOF MI』シリーズ）
- 佐藤正治（アニメ映画『餓狼伝説 -THE MOTION PICTURE-』、『餓狼伝説』シリーズのドラマCD）

## 関連人物
- テリー・ボガード - パオパオカフェの常連？にしてツケの未払い請求対象者。
- ボブ・ウィルソン - 弟子。
- ソワレ・メイラ - 彼からカポエラ使いとして敬愛されている。